# Podsmreka, Dobrova–Polhov Gradec
Podsmreka este o localitate din comuna Dobrova - Polhov Gradec, Slovenia, cu o populație de 334 de locuitori.